# Фусо
Фусо (яп. 扶桑町 Фусо:-тё:) — посёлок в Японии, находящийся в уезде Нива префектуры Айти. Площадь посёлка составляет 11,18 км², население — 33 872 человека (1 июня 2014), плотность населения — 3029,70 чел./км².

## Географическое положение
Посёлок расположен на острове Хонсю в префектуре Айти региона Тюбу. С ним граничат города Инуяма, Конан, Какамигахара и посёлок Огути.

## Население
Население посёлка составляет 33 872 человека (1 июня 2014), а плотность — 3029,70 чел./км². Изменение численности населения с 1980 по 2005 годы:
| 1980 | 27 254 чел. |  |
| 1985 | 27 822 чел. |  |
| 1990 | 29 210 чел. |  |
| 1995 | 30 254 чел. |  |
| 2000 | 31 728 чел. |  |
| 2005 | 32 535 чел. |  |

## Символика
Деревом посёлка считается вечнозелёный дуб, цветком — подсолнечник однолетний.